# V345 Андромеды
V345 Андромеды (лат. V345 Andromedae), HD 775 — двойная звезда в созвездии Андромеды на расстоянии приблизительно 2296 световых лет (около 704 парсеков) от Солнца. Видимая звёздная величина звезды — от +7,98m до +7,79m.

## Характеристики
Первый компонент — красный гигант, пульсирующая полуправильная переменная звезда типа SRB (SRB:) спектрального класса M4, или M6, или Mb. Масса — около 1,978 солнечной, радиус — около 223,771 солнечных, светимость — около 2141,587 солнечных. Эффективная температура — около 3467 K.
Второй компонент — красный карлик спектрального класса M. Масса — около 90,57 юпитерианских (0,0865 солнечных). Удалён на 1,877 а.е..